# Улица Маза Кална (Рига)
Улица Ма́за Ка́лна (латыш. Mazā Kalna iela) — улица в Латгальском предместье города Риги, в историческом районе Московский форштадт. Начинается от улицы Маскавас, пролегает преимущественно в северном направлении и заканчивается перекрёстком с улицей Кална у Ивановского кладбища.

## История
Упоминается в городских адресных книгах с 1846 года под своим современным названием (рус. Малая Горная улица, нем. Kleine Bergstrasse), которое никогда не изменялось. Название улицы, как и соседней «Большой Горной» улицы (ныне улица Кална), произошло от возвышенного рельефа этой местности.
Первоначально улица доходила только до нынешней улицы Лудзас; продолжение до улицы Кална проложено в 1870-е годы.
В межвоенный период на улице располагалось несколько ремесленных мастерских, булочная, молочный магазин.
Во время нацистской оккупации улица полностью находилась в границах Рижского гетто. Дом № 21, в 2009 году повреждённый пожаром, в 2011 году был перенесён и восстановлен на территории музея Рижского гетто как образец быта обитателей гетто.

## Транспорт
Общая длина улицы Маза Кална составляет 493 метра. Почти на всём протяжении асфальтирована, за исключением 80-метрового участка в начале улицы (до улицы Ерсикас), который имеет булыжное покрытие. Разрешено движение в обоих направлениях. Средняя ширина проезжей части — 6 метров.
Общественный транспорт по улице Маза Кална не курсирует, однако на улице Маскавас есть остановка трамвая, а на улицах Кална и Лудзас — остановки троллейбуса и автобуса «Mazā Kalna iela».

## Примечательные объекты
В застройке преобладают здания, сооружённые в период с конца XIX века по 1930-е годы. В створе улицы расположено Ивановское кладбище с величественным православным храмом Иоанна Предтечи (окончен строительством в 1929 году).
Нечётная сторона
- Дом № 1A — бывшее депо конного трамвая (1888, архитектор Рейнгольд Шмелинг).
- Дом № 13 — бывший доходный дом Е. Ершова (1912, архитектор Гейнрих Девендрус; реновирован в 2006 году).
- Дом № 15 упоминается в исторических документах как одно из мест еврейских погромов 22-23 октября 1905 года, приведших к человеческим жертвам[6].
- Дом № 21 был повреждён пожаром 22 августа 2009 года, а в 2011 году перенесён и восстановлен на территории музея Рижского гетто. На новом месте на первом этаже дома было устроено выставочное помещение, а на втором (мансардном) этаже реконструирован интерьер квартиры гетто. Пояснительная надпись указывает, что в этом небольшом деревянном доме во времена гетто одновременно проживало до 30 человек.
- Дом № 29 — жилой дом с мастерской (1929, архитектор Освальд Тилманис).

Чётная сторона
Начало чётной стороны занимает площадь бывшего Сенного рынка, благоустроенная в 2006 году как городской сквер. Построен стилизованный под старину торговый навес, установлены фонари, а в 2009 поставлен памятник рижскому омнибусу (скульптор Андрис Варпа).
- Дом № 2 — бывший доходный дом Сутте (1913).
- Дом № 4 — особняк (1910-е гг., архитектор Бернард Эйнберг).
- Дом № 14 — бывший доходный дом (1924, архитектор Гейнрих Девендрус).
- Дом № 30 — бывший доходный дом (1935, архитектор Артур Браунфельд).

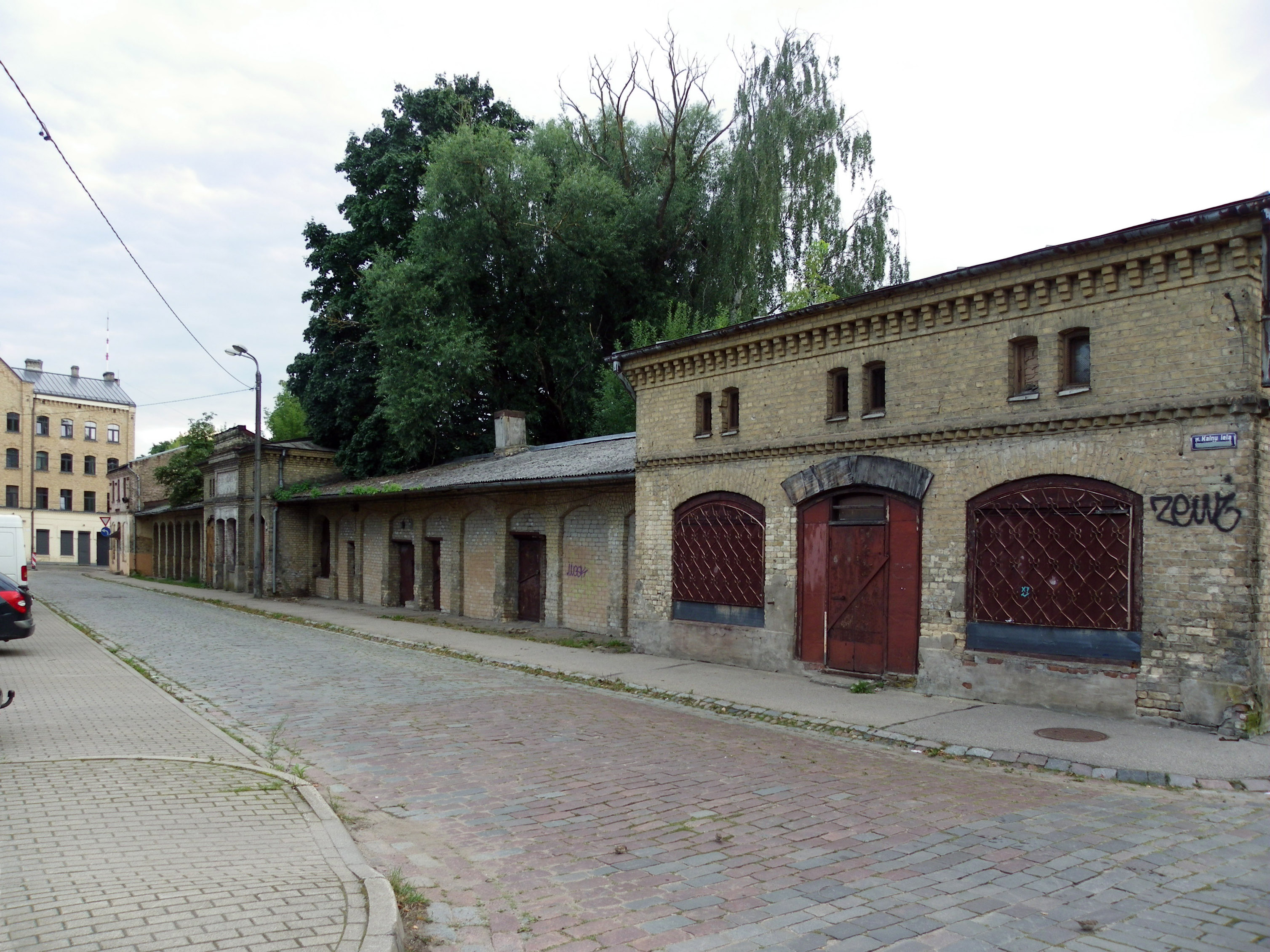
Бывшее депо конки
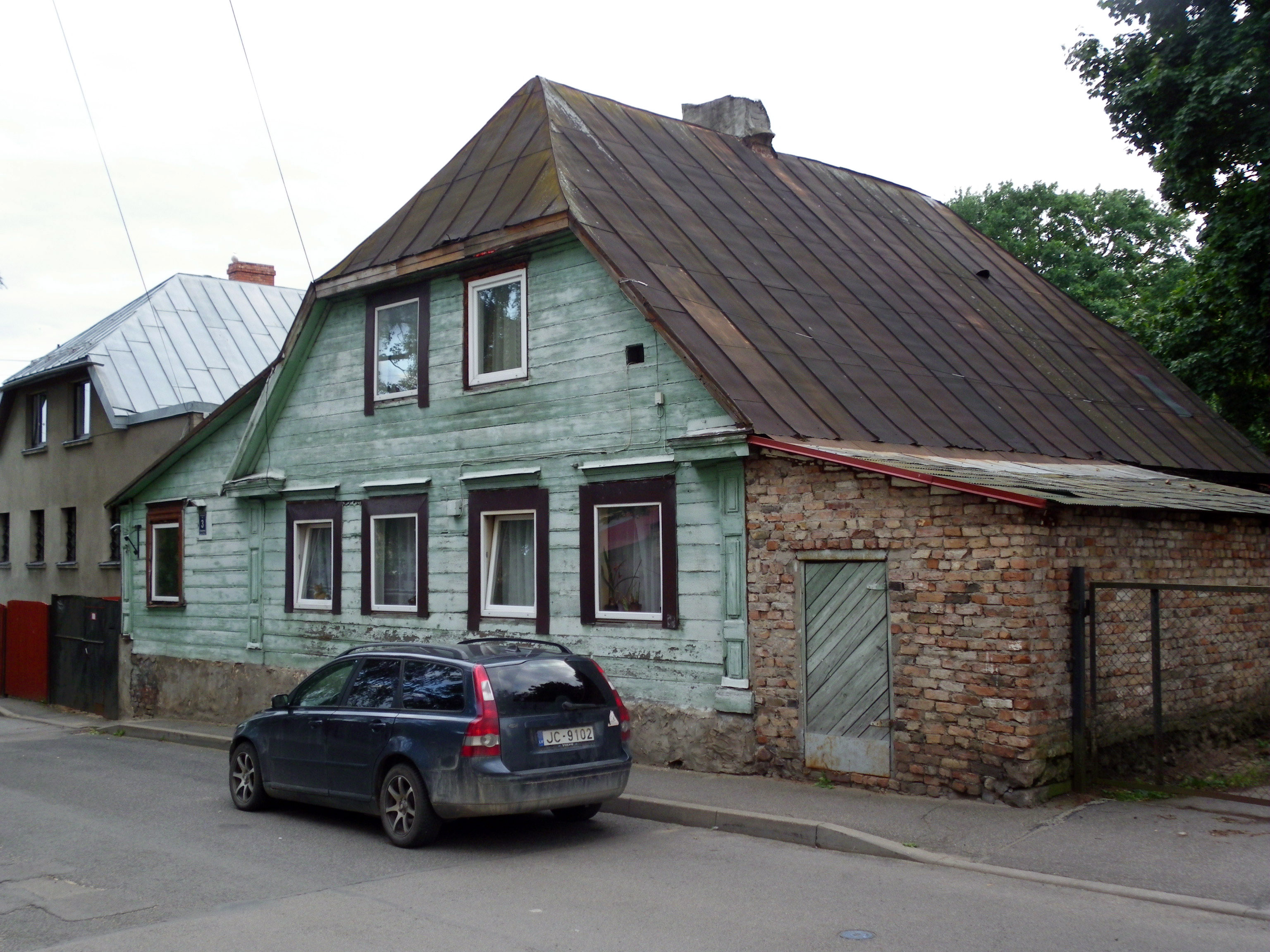
Дом № 3
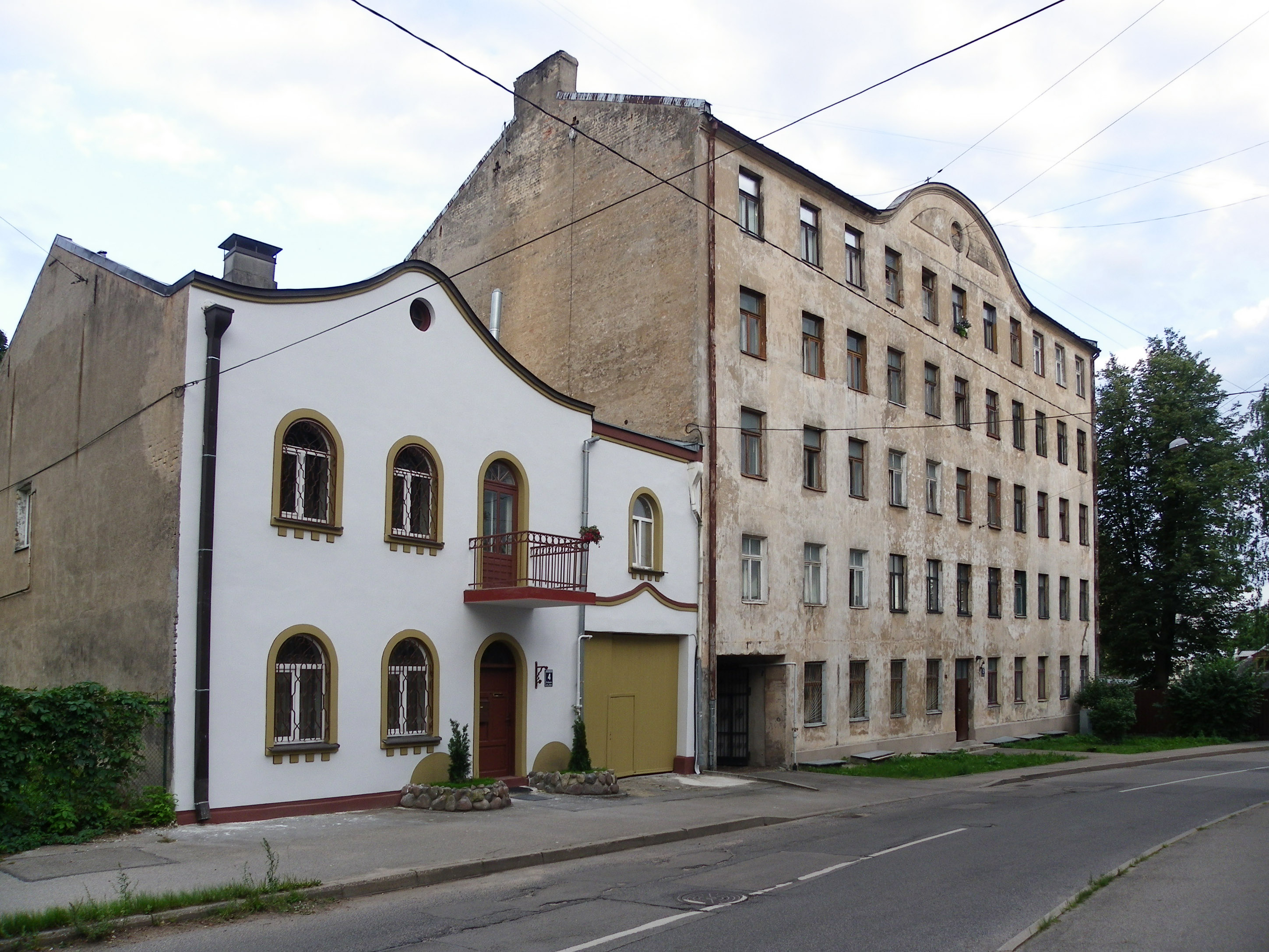
Дома № 4 и 2
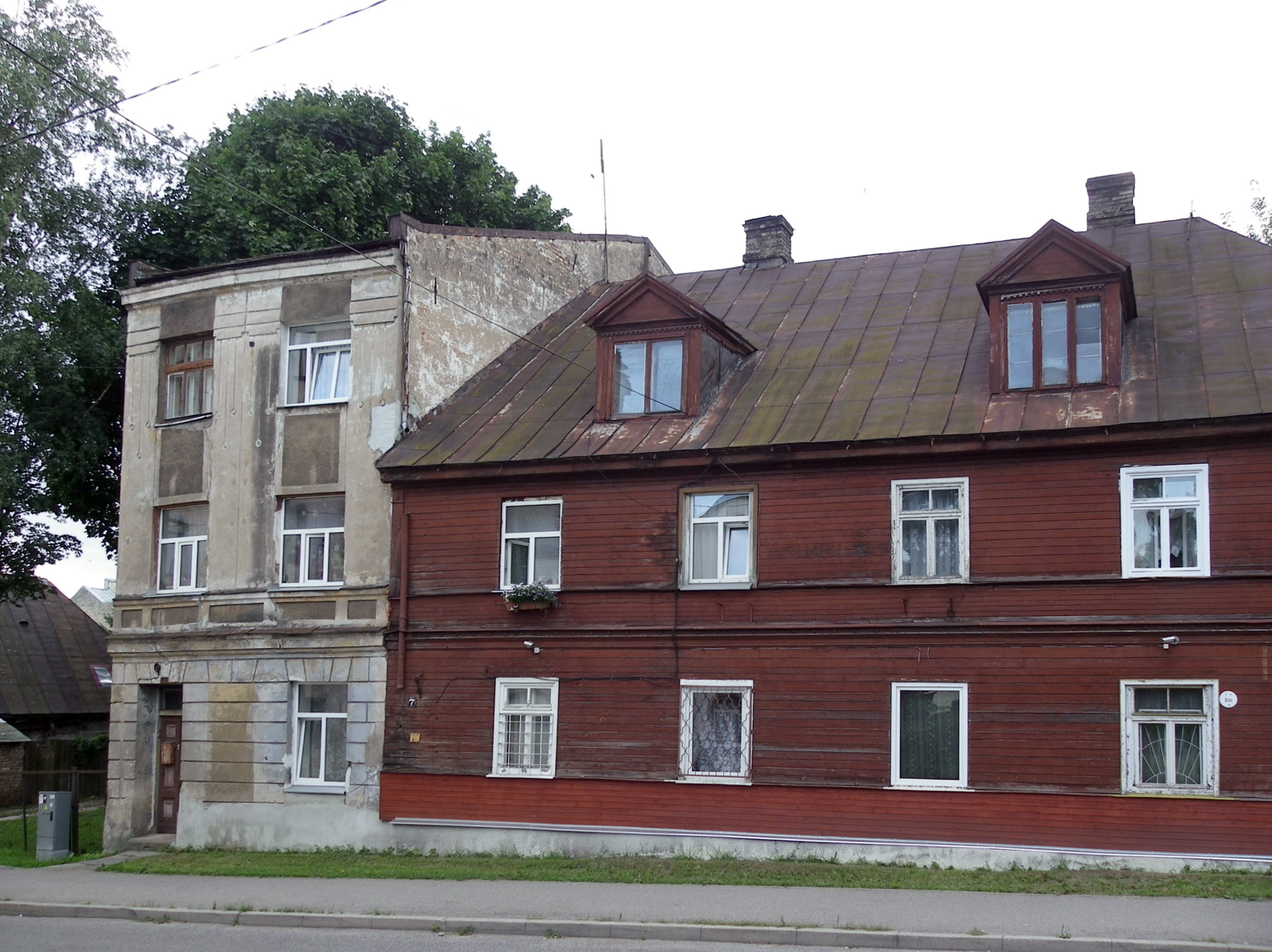
Дома № 7 и 7А
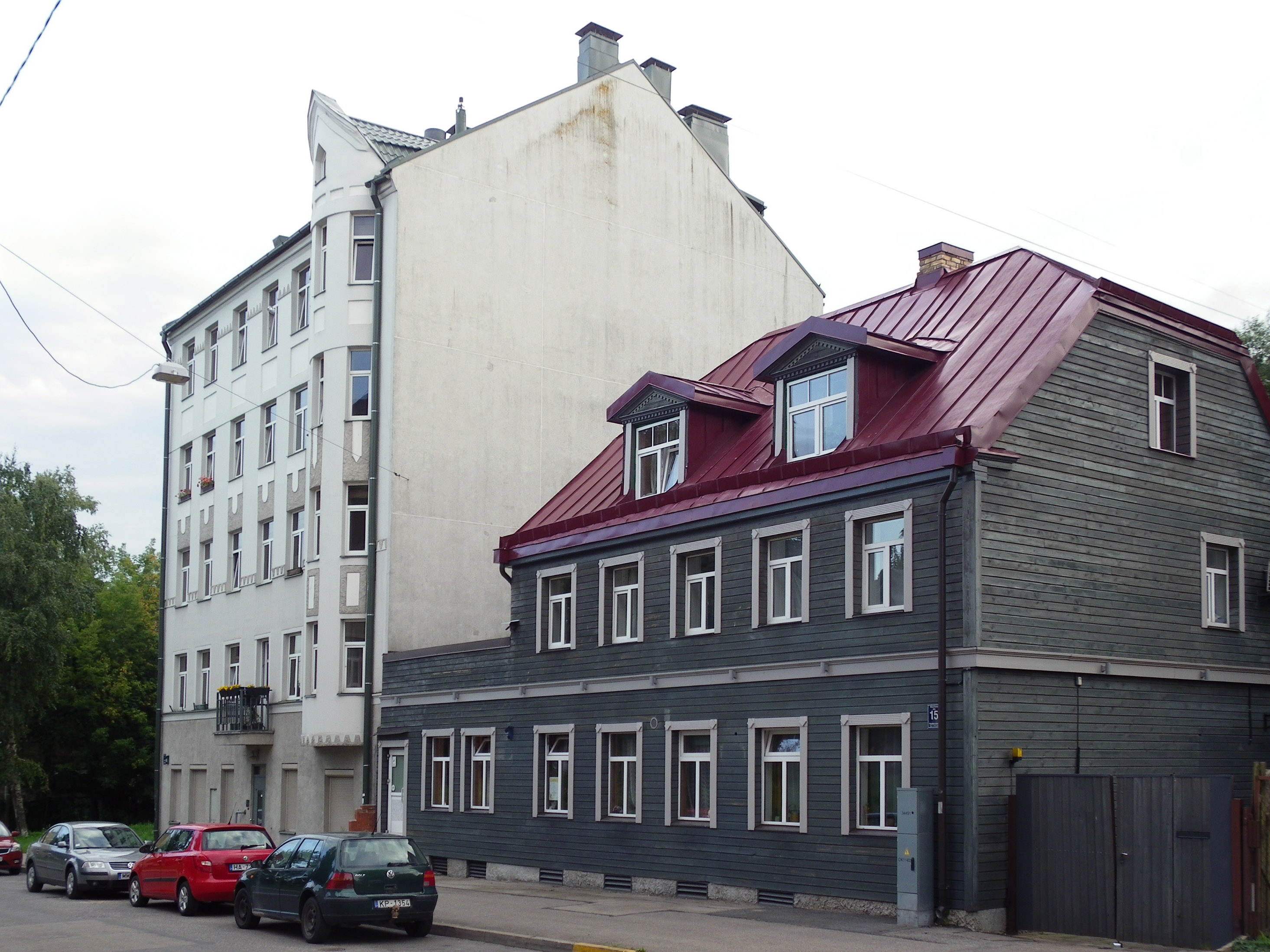
Дома № 13 и 15
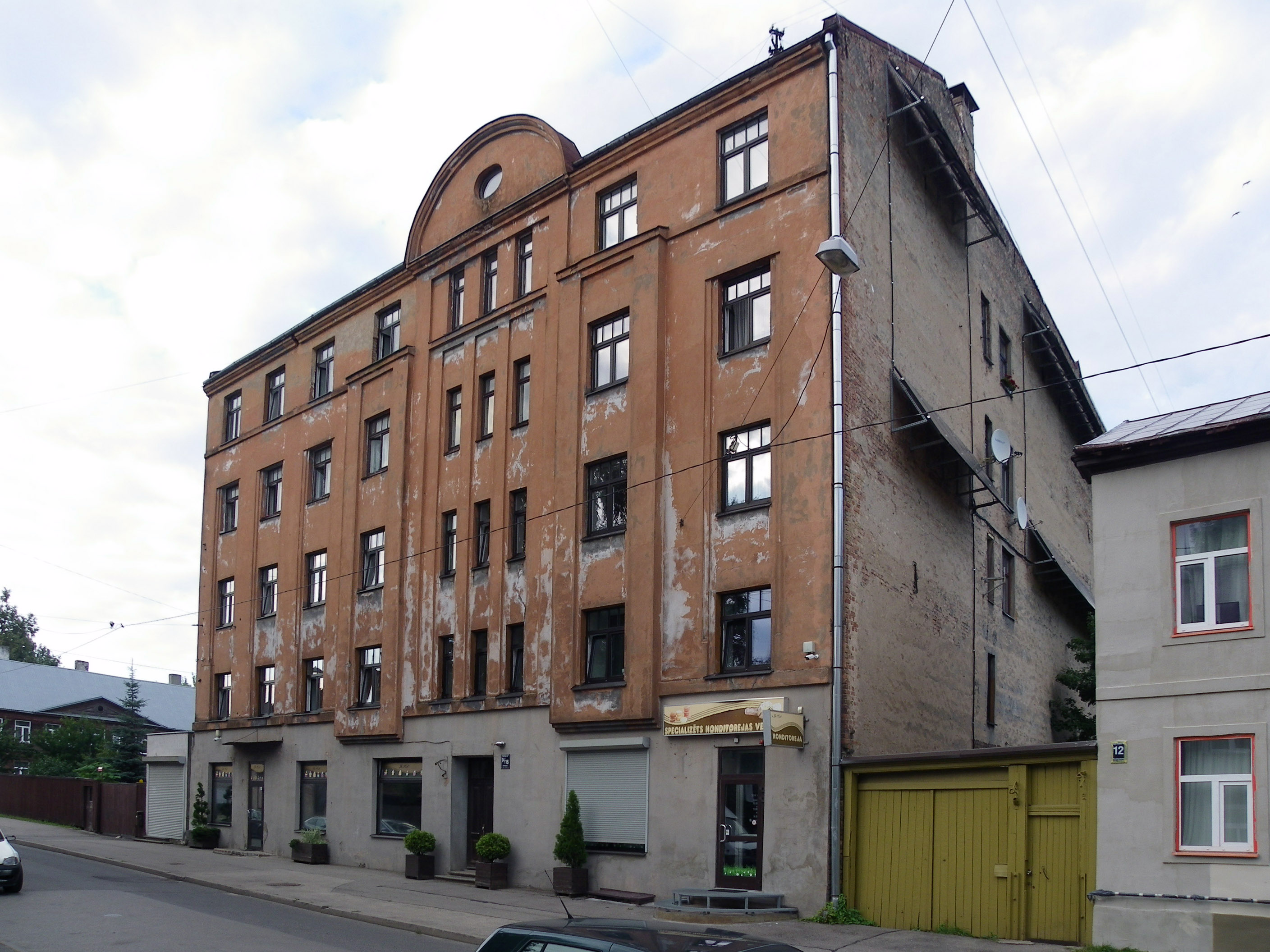
Дом № 14
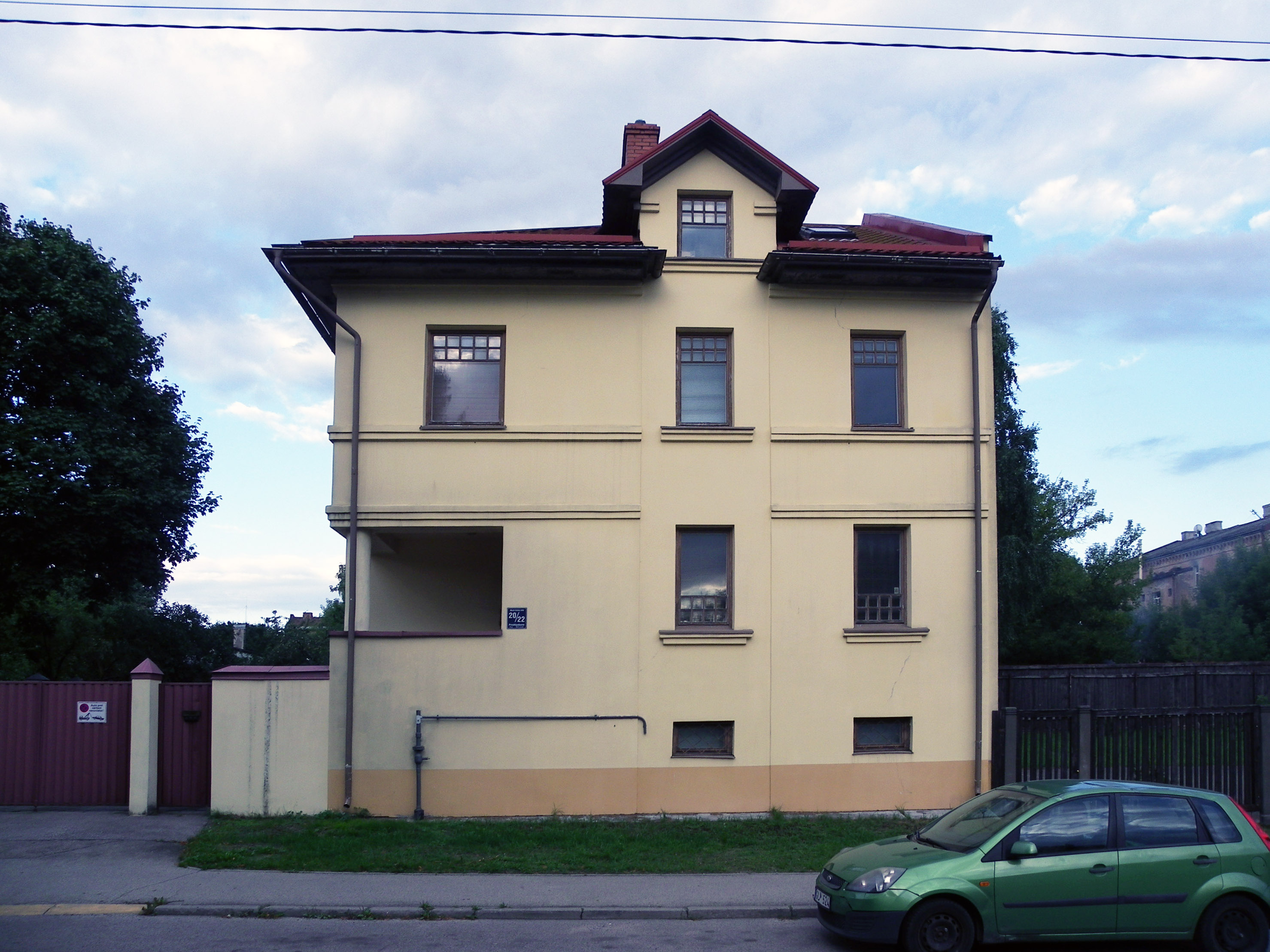
Дом № 20
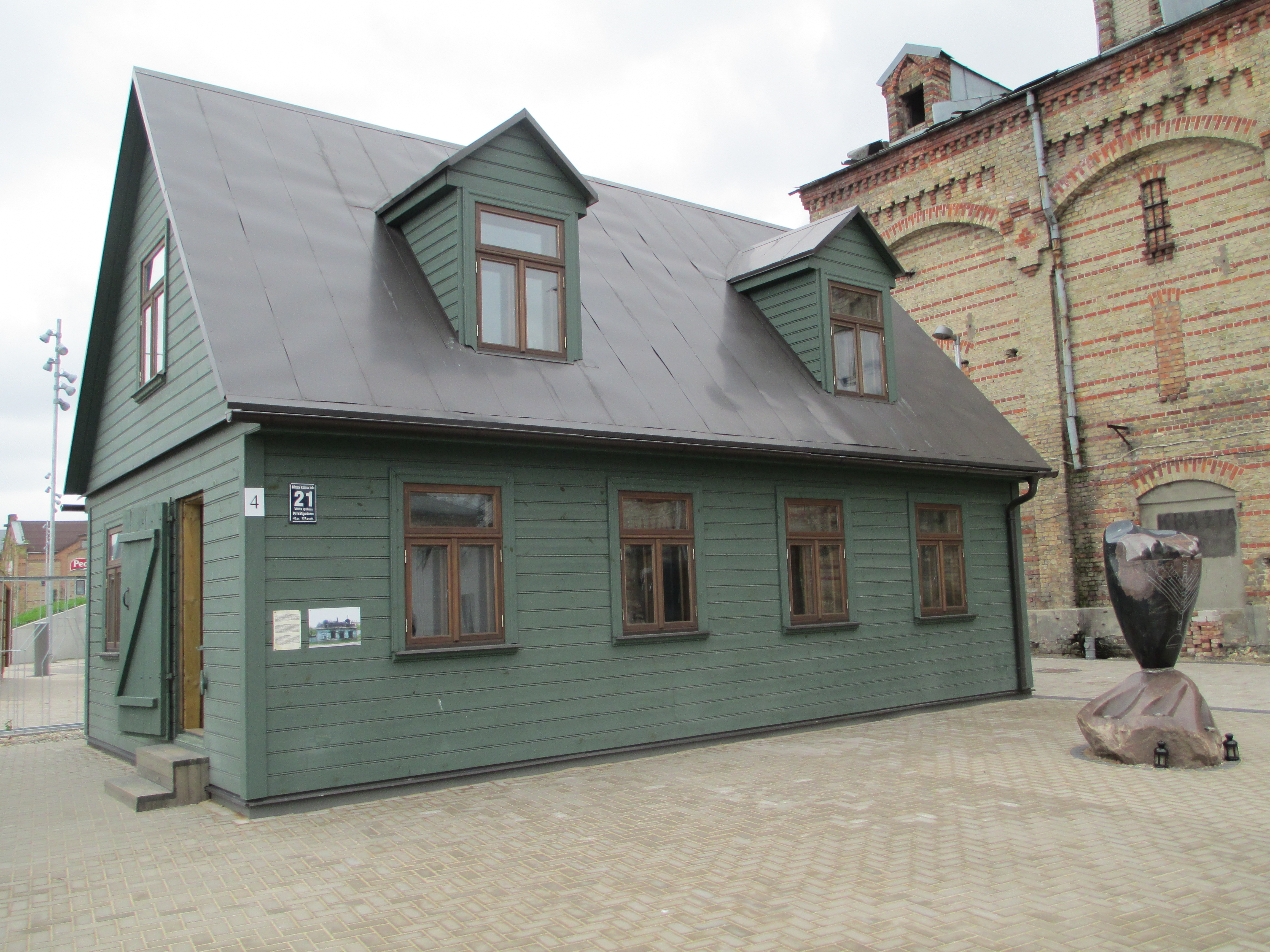
Дом № 21, восстановленный на территории музея Рижского гетто
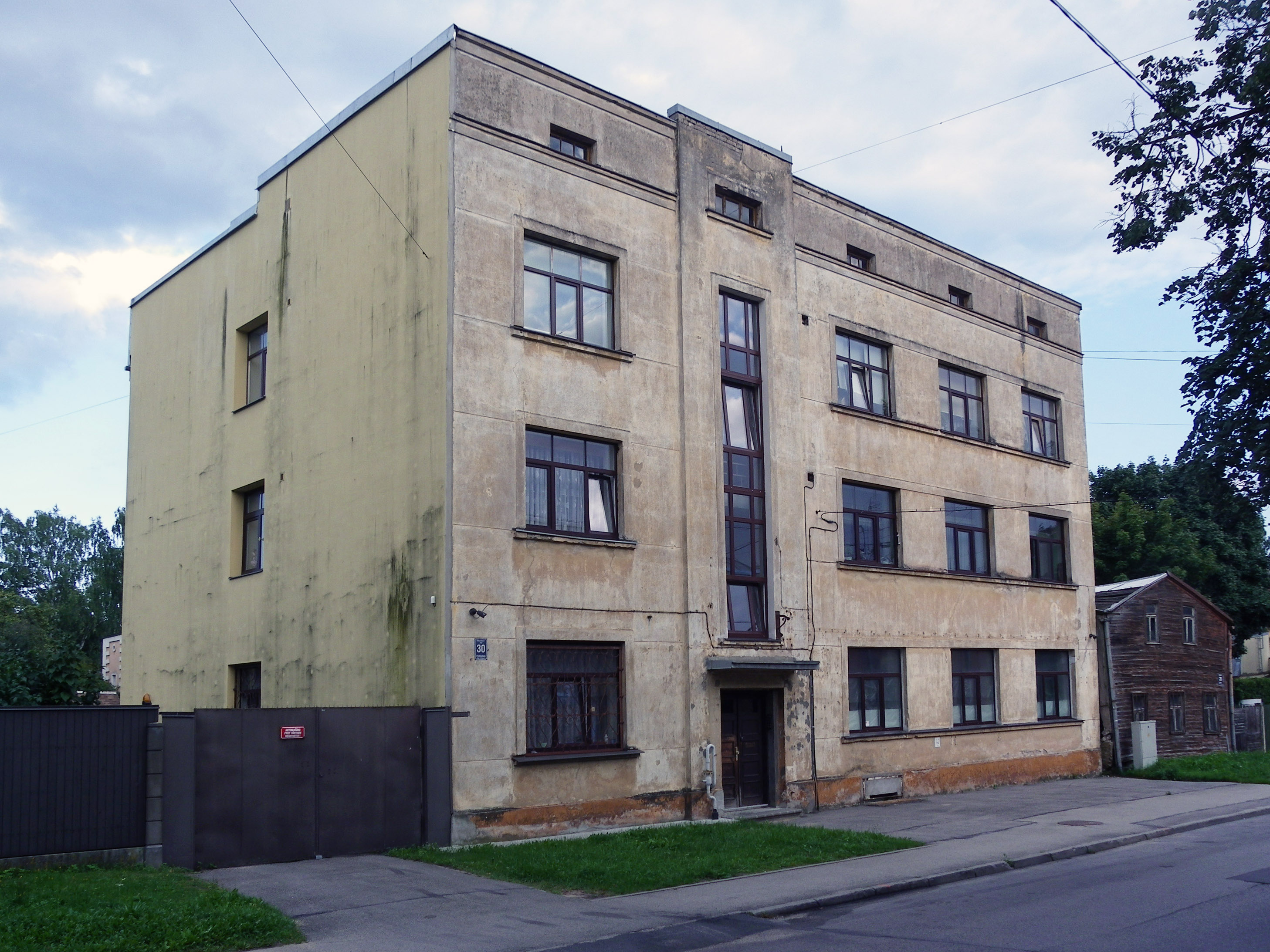
Дом № 30
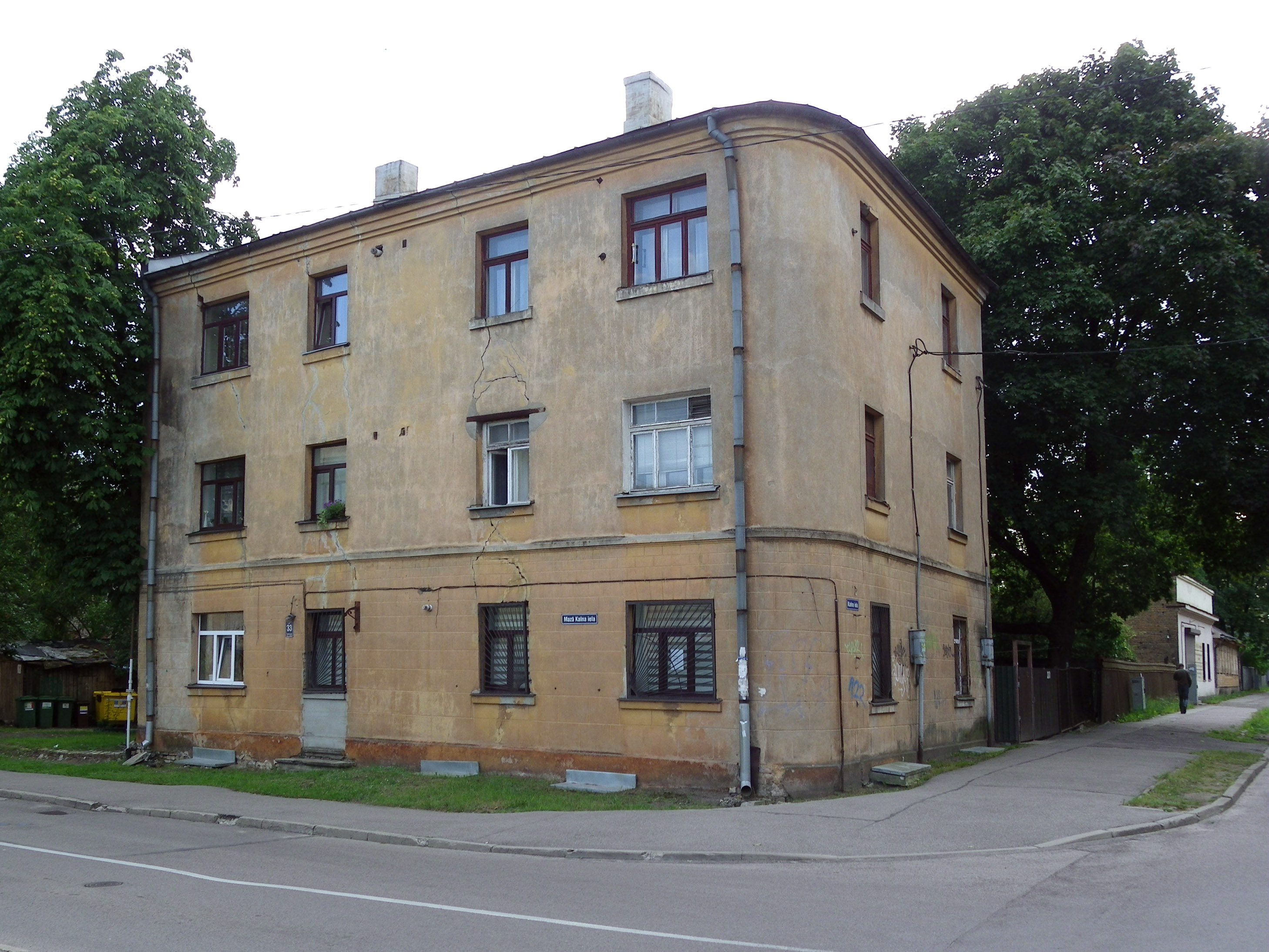
Дом № 33
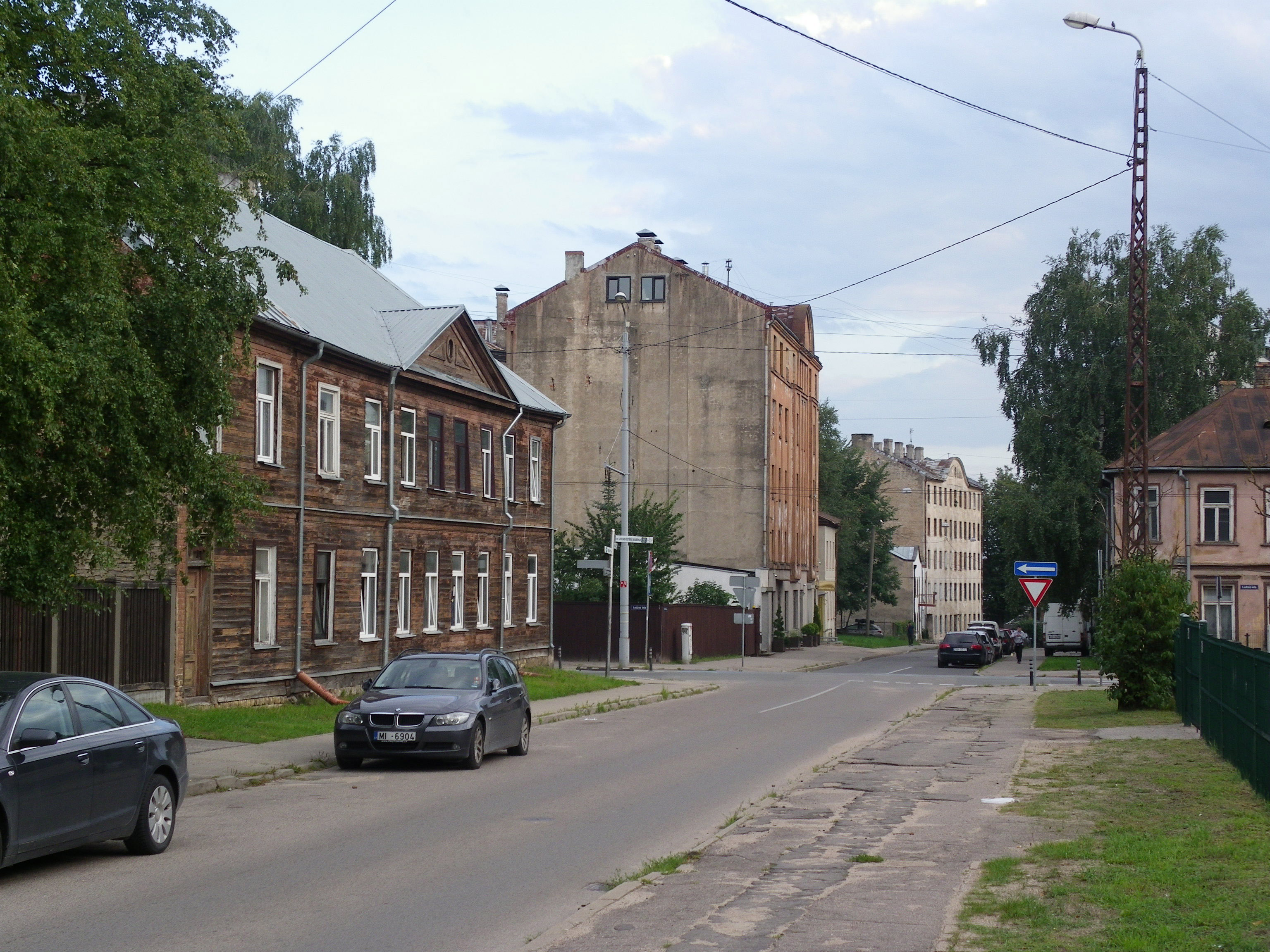
Вид вдоль улицы
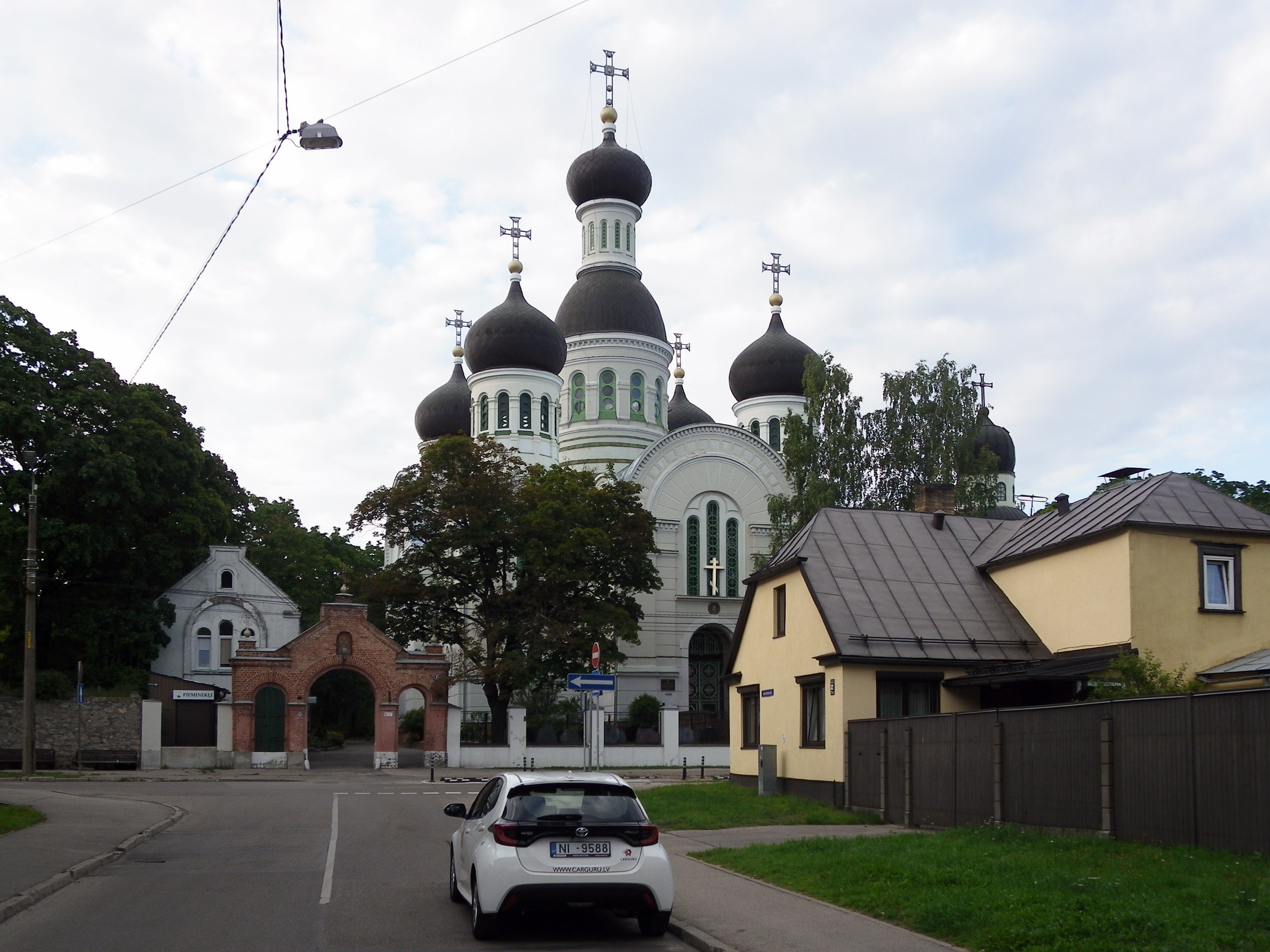
Вид на храм Иоанна Предтечи

## Прилегающие улицы
Улица Маза Кална пересекается со следующими улицами:
- улица Маскавас
- улица Ерсикас
- улица Лудзас
- улица Кална